# ARP Instruments
ARP Instruments, Inc. war ein 1969 von Alan Robert Pearlman gegründetes Unternehmen, das bis 1981 Synthesizer herstellte. Die Marken- und Patentrechte wurden 1981 von CBS Musical Instruments übernommen.

## Geschichte
ARP-Synthesizer prägten die Musik der 1970er Jahre und die frühe elektronische Musik. Auf zahlreichen Musikproduktionen wurden Instrumente dieses Unternehmens eingesetzt. Zu hören ist das ARP Solina String Ensemble unter anderem auf Shine On You Crazy Diamond von Pink Floyd. Ein ARP Odyssey ertönt beispielsweise auf dem gesamten Album Thrust von Herbie Hancock.
Weitere Musiker, die mit diesen Synthesizern arbeiteten, waren unter anderem Éliane Radigue, Pete Townshend (auf dem Album Tommy), Keith Emerson von Emerson, Lake and Palmer (auf Trilogy), Tony Banks von Genesis (ARP Pro Soloist, ARP 2600), Billy Currie von Ultravox (ARP Odyssey), Jean Michel Jarre (ARP 2500, ARP 2600), Vangelis, Klaus Schulze, Depeche Mode (ARP 2600), Wolfgang Riechmann, Joe Zawinul (ARP 2600), Isao Tomita und Vince Clarke (ARP 2600, ARP Sequencer).
Im Mai 1981 musste die Firma Insolvenz beantragen.

## Produkthöhepunkte
- 1970 – ARP 2500
- 1971 – ARP 2600
- 1972 – ARP Odyssey
- 1972 – ARP Pro Soloist

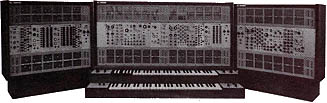
ARP 2500

- 1974 – ARP Solina String Ensemble
- 1975 – ARP Omni
- 1975 – ARP Axxe
- 1976 – ARP Sequencer
- 1977 – ARP Omni 2
- 1977 – ARP Pro/DGX
- 1978 – ARP Quadra
- 1980 – ARP Solus

In den späten 1970er Jahren entstand zudem mit dem ARP Avatar ein Gitarrensynthesizer.